# Jespák tundrový
Jespák tundrový (Calidris fuscicollis) je tažný pták z podřádu bahňáci. Jeho délka je 16 až 18 cm a hmotnost 31 až 51 g. Hnízdí v arktických oblastech Severní Ameriky a přezimuje v Jižní Americe jižně od obratníku Kozoroha. Někdy se objeví i v Evropě, zejména na Britských ostrovech. V Česku byl zaznamenán jednou. Dva přezimující jedinci byli objeveni i v Antarktidě.